# Everard de Merode
Pour les articles homonymes, voir Merode.
 (février 2014).
Everard de Merode, seigneur de Lavaux-Sainte-Anne, surnommé « Delvaux », né à Houffalize en 1535 et mort le 21 décembre 1568, est un officier réformé liégeois qui rejoignit l'armée du prince d'Orange Guillaume Ier d'Orange-Nassau et un ancien gouverneur de Bouillon pour le prince-évêque de Liège.

## Biographie
Originaire de la principauté de Liège, il signe le compromis des nobles, comme son cousin Bernard de Mérode. Le duc d'Albe le condamne au bannissement et confisque ses biens, à l'exception du château de Lavaux. Il rejoint l'armée du prince d'Orange et prend la tête des confédérés dans le duché de Luxembourg. En 1567, il est assiégé par le duc d'Albe dans son château. Réfugié à Cologne, il participe à la campagne de 1568 et décède de maladie, le 21 décembre de la même année.